# Бранко Јанковић (глумац)
Бранко Јанковић (Ваљево, 1. октобра 1984) српски је глумац.

## Биографија
Детињство је провео у селу Гуњаци у општини Осечина. Основну школу завршио је у Пецкој, а средњу школу у Београду. Пробао је да студира на Академијама у Новом Саду и на Цетињу, али је на крају завршио у Бањој Луци на приједлог професора Боре Стјепановића.
Дипломирао је на Академији умјетности у Бањој Луци 2008. године. Био је стални члан ансамбла Народног позоришта Републике Српске од 2008. до 2014. године. Поред улога остварених у Бањој Луци, играо је и игра у представама Позоришта Приједор, Београдског драмског позоришта, Звездара театра и др.
Јанковић у свом родном селу поседује фарму коза и бави се производњом млека и сира. Његов хоби је сценаристима серије Војна академија послужио као инспирација за неколико епизода у којима његов лик за кућног љубимца има ову животињу.

## Награде
- Награда за најбољег младог глумца за улогу Крогстада (Нора, Хенрик Ибсен) на Фестивалу “Кочићева сцена”, Приједор, 2006.
- Годишња награда Народног позоришта РС за најбољег младог глумца, сезона 2006/07.
- Годишња награда Народног позоришта РС за најбољег глумца сарадника, сезона 2007/08.
- Награда за глумца вечери за улогу Младожење (Женидба и удадба, Стерија) на Фестивалу “Дани малих ствари” у Требињу, 2010.
- Годишња награда Народног позоришта РС за најбољег младог глумца, сезона 2009/10.
- Награда “Добрица Стефановић” за најбољег глумца, Студентско позориште, 2010.

## Филмографија
| Год.       | Назив                           | Улога                     |
| ---------- | ------------------------------- | ------------------------- |
| 2000-е     |                                 |                           |
| 2006.      | Потера                          | младић                    |
| 2006.      | Избор                           | Цариник 1                 |
| 2007.      | Непогодан за сва времена        | возач аутобуса            |
| 2007.      | Са двије ноге у земљи           | Павле                     |
| 2008.      | Турнеја                         | војник у рову             |
| 2009.      | 32. децембар                    | Бранко                    |
| 2009.      | Испод моста                     |                           |
| 2009.      | Дјечак и дјевојчица             | гост                      |
| 2010-е     |                                 |                           |
| 2010.      | Између                          | брат                      |
| 2011.      | Турнеја (серија)                | војник у рову             |
| 2011.      | Како су ме украли Немци         | бунџија                   |
| 2012—2020. | Војна академија (серија)        | Живојин Џаковић           |
| 2013.      | Фалсификатор                    | посластичар               |
| 2013.      | Војна академија 2               | Живојин Џаковић           |
| 2013—2014. | Синђелићи                       | Панта                     |
| 2014.      | Топ је био врео                 | новинар УН - а            |
| 2014.      | Уздах на крову                  |                           |
| 2015—2021. | Луд, збуњен, нормалан           | Фуфе                      |
| 2015.      | Народни херој Љиљан Видић       | четник 1                  |
| 2016.      | Браћа по бабине линије          | Цветко                    |
| 2016.      | Војна академија 3: Нови почетак | Живојин Џаковић           |
| 2017.      | Сумњива лица                    | Радослав                  |
| 2016—2017. | Село гори, а баба се чешља      | Цветко                    |
| 2017.      | Месо (серија)                   | Миодраг Мића              |
| 2018.      | Месо                            | Миодраг Мића              |
| 2018.      | Јутро ће променити све          | Крема                     |
| 2018.      | Не дирај ми маму                | Гедора                    |
| 2018.      | Беса (серија)                   | Жика                      |
| 2019.      | Шифра Деспот                    | Садик                     |
| 2019—2020. | Преживети Београд               | Портир Војо               |
| 2020-е     |                                 |                           |
| 2020—      | Тате (серија)                   | Владимир Влада Бамбуловић |
| 2020—      | Кости (серија)                  |                           |
| 2021.      | Три мушкарца и тетка            | Бата Сале                 |
| 2021.      | Швиндлери                       | Поп                       |
| 2022.      | Дивљаци                         | Јасмин                    |
| 2023.      | Тендер (серија)                 | Јован Лилић               |
| 2023.      | Хероји Халијарда                | Првослав Раилић           |
| 2023.      | Заштита пре свега               |                           |
| 2023.      | Toма (ТВ серија)                | Шкобо                     |
| 2024.      | Недеља                          | Рака Ђокић                |
| 2024.      | Кожа (ТВ серија)                | Меда                      |
| 2024.      | Ваздушни мост (серија)          | Првослав Раилић           |
| 2024.      | Недеља (серија)                 | Рака Ђокић                |